# Bag (Bužim)
Bag falu Bosznia-Hercegovinában, a Bosznia-hercegovinai Föderáció Una-Szanai kantonjában, Bužim községben.

## Fekvése
Bosznia-Hercegovina északnyugati részén, Bihácstól légvonalban 28, közúton 41 km-re északkeletre, Bužimtól légvonalban 2, közúton 3 km-re délnyugatra levő dombos, erdős területen fekszik.

## Népessége
| Nemzetiségi csoport | Népesség 1991 | Népesség 2013 |
| ------------------- | ------------- | ------------- |
| Szerb               | 0             | 0             |
| Bosnyák             | 636           | 570           |
| Horvát              | 1             | 1             |
| Jugoszláv           | 0             | 0             |
| Egyéb               | 7             | 0             |
| Összesen            | 644           | 571           |

## Története
Bag település az egyik első olyan település, amely a 19. század elején a bužimi vár lakosságának kitelepülésével kezdett kialakulni. Nevét a táj típusáról kapta, a bagru vagy bagrusi kifejezés számos dombot és lejtőt takar, amelyek közül a leghíresebb Veliko Brdo. A környék szelídgesztenyében gazdag. A legnagyobb településrészek: Donji és Gornji Makići, Durakovići és Kaukovići, Ljubijankići, Velići és Veladžići. A boszniai háború után, 1995 decemberében Bag különálló helyi közösségként különvált Bužimtól, és területét tekintve az egyik legkisebb helyi közösség lett. A község központjával és a szomszédos Rijeka Elkasova helyi közösséggel aszfaltozott út köti össze. Makićiban van egy helyi mekteb. A község területén ez az egyetlen helyi közösség, amelynek nincs mecsetje vagy gyülekezete. A területi iskola 1963-ban épült épületét villámcsapás pusztította el, ezt követően az oktatási tevékenység ezen a településen leállt. A helyi közösség diákjai Bužimba járnak iskolába.